# Johann Baptist Angerer
Johann Baptist Angerer (* 22. Januar 1801 in Seeg; † 27. Oktober 1878 ebenda) war ein deutscher Politiker und Landwirt.
Angerer war in seiner Heimatgemeinde Gemeindevorsteher und bewirtschaftete die eigene Landwirtschaft. In der 9. Wahlperiode der bayerischen Kammer der Abgeordneten von 1855 bis 1858 vertrat er den Wahlbezirk Lindau in Schwaben. In der 10. Wahlperiode (1858–1863) war es der Wahlbezirk Immenstadt im Allgäu und in der 11. (1863–1869) der Wahlbezirk Kaufbeuren.